# Phare de Cabo Peñas (Argentine)
Pour les articles homonymes, voir Phare de Cabo Peñas.
Le phare de Cabo Peñas (en espagnol : Faro Cabo Peñas) est un phare actif situé sur Cabo Peñas (es) (Département de Río Grande), dans la Province de Terre de Feu en Argentine.
Il est géré par le Servicio de Hidrografía Naval (SHN) de la marine .

## Histoire
Le phare a été mis en service le 5 décembre 1916 à 15 km au sud de la ville de Río Grande, sur la partie est de la Grande île de la Terre de Feu. 
Le nom du lieu a été donné par les frères Bartolomé et Gonzalo García de, le 20 janvier 1620, jour de la Saint-Sébastien, qui a baptisé le lieu de "Cabo de Peñas de Asturias ".
Le premier gardien du phare, Augusto Baccani a été chargé de la construction, avec l'aide de la Sociedad Anónima Importadora y Exportadora de la Patagonia, par son apport en matériel et en personnel. La construction a exigé un total de 80 jours. Il était, à l'origine, alimenté à l'acétylène avec une portée focale de 18 milles nautiques (environ 33 km). Désormais, il est électrifié à l’énergie solaire fournie par des panneaux solaires photovoltaïques.

## Description
Ce phare  est un tour métallique pyramidale à claire-voie, avec une galerie et une lanterne circulaire de 13 m de haut. La tour est peinte en noire. Il émet, à une hauteur focale de 42 m, deux éclats blancs, séparés par 5 secondes, par période de 20 secondes. Sa portée est de 10.3 milles nautiques (environ 19 km).
Identifiant : ARLHS : ARG-028 - Amirauté : G1274 - NGA : 110-20256 .
|            |
| Cabo Peñas |

### Lien connexe
- Liste des phares d'Argentine